# Long Beach Grand Prix 1999
Toyota Grand Prix of Long Beach 1999 var ett race som var den tredje tävlingen i CART World Series 1999. Tävlingen kördes den 18 april på Long Beach Street Circuit i Long Beach, Kalifornien. Juan Pablo Montoya tog sin första seger i CART, vilket mildrade pressen på honom, då han ersatt 1998 års mästare Alex Zanardi i teamet. Dario Franchitti blev tvåa, medan Bryan Herta tog den tredje och sista pallplatsen. Tony Kanaan var annars dagens snabbaste förare, då han ledde loppet under den första halvan, efter att ha startat i pole position. Han gjorde dock ett misstag, och kraschade efter 45 av 85 körda varv. Greg Moore behöll mästerskapsledningen, trots att han inte blev bättre än åtta.

## Slutresultat
| Plats | Förare               | Team                     | Grid | Kvaltid  |
| ----- | -------------------- | ------------------------ | ---- | -------- |
| 1     | Juan Pablo Montoya   | Chip Ganassi Racing      | 5    | 1.01,388 |
| 2     | Dario Franchitti     | Team KOOL Green          | 2    | 1.01,133 |
| 3     | Bryan Herta          | Team Rahal               | 3    | 1.01,280 |
| 4     | Adrián Fernández     | Patrick Racing           | 6    | 1.01,574 |
| 5     | Christian Fittipaldi | Newman/Haas Racing       | 11   | 1.01,845 |
| 6     | Gil de Ferran        | Walker Racing            | 7    | 1.01,617 |
| 7     | Michael Andretti     | Newman/Haas Racing       | 13   | 1.01,996 |
| 8     | Greg Moore           | Forsythe Racing          | 8    | 1.01,727 |
| 9     | Max Papis            | Team Rahal               | 4    | 1.01,343 |
| 10    | Jimmy Vasser         | Chip Ganassi Racing      | 9    | 1.01,796 |
| 11    | Richie Hearn         | Della Penna Motorsports  | 24   | 1.03,049 |
| 12    | P.J. Jones           | Patrick Racing           | 15   | 1.02,082 |
| 13    | Mark Blundell        | PacWest Racing           | 12   | 1.01,954 |
| 14    | Maurício Gugelmin    | PacWest Racing           | 14   | 1.02,033 |
| 15    | Scott Pruett         | Patrick Racing           | 20   | 1.02,629 |
| 16    | Robby Gordon         | Team Gordon              | 21   | 1.02,671 |
| 17    | Patrick Carpentier   | Forsythe Racing          | 17   | 1.02,375 |
| 18    | Michel Jourdain Jr.  | Payton/Coyne Racing      | 23   | 1.02,927 |
| 19    | Hélio Castroneves    | Hogan Racing             | 18   | 1.02,390 |
| 20    | Cristiano da Matta   | Arciero-Wells Racing     | 16   | 1.02,139 |
| 21    | Paul Tracy           | Team KOOL Green          | 10   | 1.01,842 |
| 22    | Tony Kanaan          | Forsythe Racing          | 1    | 1.01,109 |
| 23    | Alex Barron          | All American Racing      | 22   | 1.02,821 |
| 24    | Luiz Garcia Jr.      | Payton/Coyne Racing      | 27   | 1.05,451 |
| 25    | Tarso Marques        | Marlboro Team Penske     | 19   | 1.02,458 |
| 26    | Shigeaki Hattori     | Bettenhausen Motorsports | 26   | 1.03,623 |
| 27    | Gualter Salles       | Payton/Coyne Racing      | 25   | 1.03,356 |